# Daysleeper
«Daysleeper» és el trenta-cinquè senzill de la banda estatunidenca R.E.M., el primer extret de l'àlbum Up, el 12 d'octubre de 1998 per Warner Bros. Records.
La cançó es centra en la desorientació del temps i del ritme circadiari en l'estil de vida que pateix una persona que treballa en un torn nocturn, provocant una desesperança i una pèrdua d'identitat. Michael Stipe va escriure la lletra inspirat per una senyal que va veure en la porta d'un apartament de Nova York on s'hi llegia la paraula daysleeper (en català es pot traduir com dorment de dia). En veure la senyal va començar a caminar a poc a poc i silenciosament pel passadís i les escales pensant en la pobre persona que intenta dormir de dia mentre ell i les seves botes interrompien el seu son. La cançó «The Lifting» de l'àlbum Reveal (2001) és una preqüela de la cançó i també presenta el mateix personatge.
El videoclip es va filmar als Broadway Studios de Nova York el setembre de 1998 utilitzant la tècnica de stop-motion. Va ser dirigit pels germans islandesos Snorri i protagonitzat per Michael Stipe representant un treballador d'oficina que treballa al torn de nit.

## Llista de cançons
Totes les cançons foren escrites i compostes per Michael Stipe, Peter Buck i Mike Mills. 
| 1.            | «Daysleeper»  | 3:32 |
| 2.            | «Emphysema»   | 4:21 |
| Durada total: | Durada total: | 7:53 |

| 1.            | «Daysleeper»                                          | 3:31  |
| 2.            | «Emphysema»                                           | 4:21  |
| 3.            | «Sad Professor» (directe estudi Toast, San Francisco) | 3:59  |
| 4.            | «Why Not Smile» (versió Oxford American)              | 3:00  |
| Durada total: | Durada total:                                         | 14:51 |

| 1.            | «Daysleeper»                             | 3:31  |
| 2.            | «Emphysema»                              | 4:21  |
| 3.            | «Why Not Smile» (versió Oxford American) | 3:00  |
| Durada total: | Durada total:                            | 10:52 |

| 1.            | «Daysleeper»                                          | 3:31 |
| 2.            | «Sad Professor» (directe estudi Toast, San Francisco) | 3:59 |
| Durada total: | Durada total:                                         | 7:30 |